# ナーンタリ (小惑星)
ナーンタリ (1758 Naantali) は小惑星帯に位置する小惑星である。フィンランドの天文学者リイシ・オテルマがトゥルクで発見した。
フィンランド南西部、西スオミ州の都市、ナーンタリから命名された。